# El Mirador Pilapa
El Mirador Pilapa är en ort i Mexiko.   Den ligger i kommunen Tatahuicapan de Juárez och delstaten Veracruz, i den sydöstra delen av landet, 500 km öster om huvudstaden Mexico City. El Mirador Pilapa ligger 111 meter över havet och antalet invånare är 413.
Terrängen runt El Mirador Pilapa är varierad. Havet är nära El Mirador Pilapa åt nordost. Runt El Mirador Pilapa är det ganska tätbefolkat, med 56 invånare per kvadratkilometer. Närmaste större samhälle är Pajapan, 13,3 km sydost om El Mirador Pilapa. Omgivningarna runt El Mirador Pilapa är en mosaik av jordbruksmark och naturlig växtlighet.